# Paolo Bačigalupi
Paolo Bačigalupi (engl. Paolo Bacigalupi; 6. avgust 1972) je pisac naučne fantastike i fantastike iz SAD.
Dobitnik je više književnih nagrada. Njegova dela objavljivana su u The Magazine of Fantasy and Science Fiction, Asimov's Science Fiction, kao i u časopisu High Country News, koji se bavi zaštitom životne sredine. Njegove eseje objavljuju Salon.com i High Country News, kao i Idaho Statesman, Albuquerque Journal, i Salt Lake Tribune. Od 2003. godine je vebmaster High Country News–a.
Njegove kratke priče sabrane su u zbirci Pump Six and Other Stories. Njegov prvi roman The Windup Girl, izdat u septembru 2009, dobio je nagrade Hjugo, Nebjula, John W. Campbell Memorial Awards za 2010. 
The Windup Girl je časopis Tajm svrstao među deset najboljih knjiga 2009. Ship Breaker iz 2010. nagrađena je Michael L. Printz Award kao najbolji roman za mlade i nominovana za National Book Award for Young People's Literature.

## Teme
Mehanička devojka, kao i mnoge druge od njegovih kratkih priča, preispituje efekte bioinženjeringa, kao i svet u kome su fosilna goriva iscrpljena. Bioinžinjering je opustošio svet hranom-prenosivim bolestima, stvorio veštačke organizme po ugledu na ljude i na mačke, a mašine koje je pokretalo fosilno gorivo zamenio megadontima (slonolokim zverima), koji energiju dobijenu iz hrane pretvaraju u rad. 

## Bibliografija

### Romani
- (2009)
- (2010)

### Zbirke
- (2008)

### Kratke priče
- (1999)
- (2003)
- (2004)
- (2004)
- (2005)
- (2006)
- (2006)
- (2006)
- (2007)
- (2007)
- (2008)
- (2008)

### Audioknjiga
- (2010) koautor: Tobias Buckell

## Spoljašnje veze
- Kompjuter_biblioteka
- Bacigalupi's website[мртва веза]
- Paolo Bačigalupi на сајту  (језик: енглески)
- 2010 audio interview on the Geek's Guide to the Galaxy podcast
- Paolo Bacigalupi (ology) website and Paolo Bacigalupi (ology) book